# Балхашская нефтегазоносная область
Балхашская нефтегазоносная область в геологическом отношении связана с одноименным осадочным бассейном, границами которого на востоке и юге являются складчатые сооружения Джунгарского Алатау, на западе — Шу-Илийская складчатая система, а на севере — озеро Балхаш. Размеры осадочного бассейна 540×90×240 км.
Изученность его крайне слабая. Целевых нефтегазопоисковых работ здесь не проводилось.
Сведения о характере разреза внутренних частей получены при разведке на уголь.
Поверхность домезозойских отложений находится на глубинах до 1 км, при этом более глубокая зона отмечается в юго-восточной части бассейна.
Структурная дифференциация этой поверхности слабая.
Вещественный состав домезозойских пород во внутренних частях бассейна не ясен и рядом исследователей эти породы относятся к фундаменту.
В низовьях р. Или установлен Нижне-Илийский буроугольный бассейн, который характеризуется угленосностью юрских отложений с пластами угля толщиной от 1—2 м до 30—56 м.
Покрывающие породы представлены 300-метровой толщей песчано-гравийных, песчано-глинистых и песчаных пород палеогена и неогена.
Выявлены угольные месторождения Нижнеилийское, Балатокарское и Орта-Баканасское.
Угольные пласты характеризуются как локальным развитием, так и распространением почти по всей площади бассейна. В почве угольного пласта имеются горючие сланцы.
Резко сокращенная мощность мезокайнозойской толщи практически исключает её из категории перспективных на нефть и газ комплексов.
Что касается верхнепалеозойских отложений, то эта проблема требует целенаправленной постановки геофизических исследований в комплексе с минимально необходимыми объемами бурения.